# En clown till kaffet
En clown till kaffet är en svensk TV-serie med premiär på Kanal 5 den 23 januari 2014.
I serien får man följa när ett gäng komiker träffas, gör saker tillsammans, berättar om sina karriärer och tolkar varandras karaktärer, dvs en variant av TV4-succén Så mycket bättre fast med komiker. Showen produceras av Felix Herngrens bolag FLX. I varje program är en komiker huvudperson och tillsammans med de andra blir det tillbakablickar och höjdpunkter ur respektive karriär.
Deltagarna i säsong ett var: Robert Gustafsson, Felix Herngren, Sven Melander, Anna Blomberg, Annika Andersson och Peter Magnusson. Dessutom är Peter Wahlbeck med på ett hörn och gör inslag och reportage.
I säsong två kan man se: Johan Glans, Måns Möller, Petra Mede, Ulla Skoog, Peter Apelgren, Eva Rydberg och Johan Ulveson. 